# Justin Jules
Justin Jules (* 20. September 1986 in Sartrouville) ist ein französischer Straßenradrennfahrer.

## Sportliche Laufbahn
Justin Jules gewann 2010 die beiden Eintagesrennen Circuit de la Vallée de la Loire und Ronde Mayennaise sowie eine Etappe beim Circuit des plages vendéennes. Im Jahr darauf fuhr er für das französische Continental Team Vélo-Club La Pomme Marseille, wo er eine Etappe der Tour of Hainan und das Critérium de Levallois gewann. Nach einem Jahr bei Véranda Rideau-Super U wechselte er 2013 wieder zurück zu La Pomme Marseille. Gleich zu Beginn der Saison gewann er das Eintagesrennen Grand Prix d’Ouverture La Marseillaise. In den folgenden Jahren entschied er weitere Etappen von Rundfahrten für sich, 2016 gewann er den Grote Prijs Stad Sint-Niklaas. 2018 belegte er Rang drei in der Gesamtwertung des Circuit Cycliste Sarthe, nachdem er auch die erste Etappe gewonnen hatte.

## Privates
Justin Jules ist ein Sohn des Radrennfahrers Pascal Jules (1961–1987), der unter anderem eine Tour-de-France-Etappe für sich entscheiden konnte. Rund ein Jahr nach Justins Geburt starb sein Vater bei einem Autounfall.

## Erfolge
2011
- eine Etappe Tour of Hainan

2013
- Grand Prix d’Ouverture La Marseillaise

2014
- eine Etappe Tour d’Azerbaïdjan

2015
- eine Etappe Tour du Maroc

2016
- eine Etappe Tour du Maroc
- eine Etappe Tour de Tunisie
- Grote Prijs Stad Sint-Niklaas

2017
- eine Etappe Tour La Provence
- eine Etappe und Punktewertung Tour de Normandie
- eine Etappe Circuit Cycliste Sarthe

2018
- eine Etappe Circuit Cycliste Sarthe

2019
- eine Etappe und Punktewertung Aragon-Rundfahrt

## Teams
- 2011 Vélo-Club La Pomme Marseille
- 2012 Véranda Rideau-Super U
- 2013 La Pomme Marseille
- 2014 La Pomme Marseille 13
- 2015 Veranclassic-Ekoï
- 2016 Veranclassic-AGO
- 2017 WB Veranclassic Aqua Protect
- 2018 WB Aqua Protect Veranclassic
- 2019 Wallonie-Bruxelles